# Secrétariat d'État au Budget et aux Dépenses (Espagne)
Le secrétariat d'État au Budget et aux Dépenses d'Espagne (en espagnol : Secretaría de Estado de Presupuestos y Gastos) est le secrétariat d'État chargé de la planification, la programmation et l'exécution du budget de l'État.
Il relève du ministère des Finances.

## Missions

### Fonctions
Le secrétariat d'État au Budget et aux Dépenses est l'organe supérieur du ministère des Finances auquel il revient de proposer et mettre en œuvre la politique gouvernementale en matière de direction et coordination des actions relatives à la planification, à la programmation et à la budgétisation du secteur public national et des dépenses de personnel ; de conception, planification, coordination et suivi des actions relatives aux fonds européens et à leur financement, particulièrement la gestion des fonds destinés à la politique économique régionale, à la politique d'incitations régionales et au suivi et à la gestion de la participation espagnole au budget de l'Union européenne.
Il est chargé de la formulation et de la proposition des objectifs de stabilité budgétaire et de la limite de dépenses non financières de l'État. Il réalise le suivi du respect des objectifs de stabilité budgétaire, de dette publique et de règle d'or budgétaire pour l'ensemble du secteur public, et propose l'adoption des mesures correctives en cas d'écart avec les valeurs initiales proposées.

### Organisation
Le secrétariat d’État s'organise de la manière suivante : 
- Secrétariat d'État au Budget et aux Dépenses (Secretaría de Estado de Presupuestos y Gastos) ;
  - Direction générale du Budget ;
    - Sous-direction générale du Budget ;
    - Sous-direction générale de la Politique budgétaire ;
    - Sous-direction générale des Programmes budgétaires des activités générales ;
    - Sous-direction générale des Programmes budgétaires des activités économiques ;
    - Sous-direction générale des Programmes budgétaires des systèmes de sécurité et de protection sociale ;
    - Sous-direction générale des Programmes budgétaires d'éducation, culture et autres politiques publiques ;
    - Sous-direction générale de la Programmation financière du secteur public entrepreneurial ;
    - Sous-direction générale de l'Analyse budgétaire transversale et de la Gestion des ressources ;

  - Direction générale des Coûts de personnel ;
    - Sous-direction générale de l'Aménagement normatif et des Ressources ;
    - Sous-direction générale des Études et des Analyses ;
    - Sous-direction générale de la Gestion des coûts ;

  - Sous-direction générale de l'Analyse et de la Programmation économique.

## Titulaires
| Titulaire                                                                        | Titulaire                      | Début      | Fin         | Parti | Ministre des Finances      |
| -------------------------------------------------------------------------------- | ------------------------------ | ---------- | ----------- | ----- | -------------------------- |
|                                                                                  | José Folgado                   | 08/05/1996 | 29/04/2000  | PP    | Rodrigo Rato               |
|                                                                                  | Elvira Rodríguez               | 06/05/2000 | 08/03/2003  | Sans  | Cristóbal Montoro          |
|                                                                                  | Ricardo Martínez Rico          | 08/03/2003 | 20/04/2004  | Sans  | Cristóbal Montoro          |
|                                                                                  | Miguel Ángel Fernández Ordóñez | 20/04/2004 | 11/03/2006  | PSOE  | Pedro Solbes               |
|                                                                                  | Carlos Ocaña y Pérez de Tudela | 11/03/2006 | 11/06/2011  | Sans  | Pedro Solbes Elena Salgado |
|                                                                                  | Juan Manuel López Carbajo      | 11/06/2011 | 24/12/2011  | Sans  | Elena Salgado              |
|                                                                                  | Marta Fernández Currás         | 31/12/2011 | 12/2016     | PP    | Cristóbal Montoro          |
|                                                                                  | Alberto Nadal                  | 12/2016    | 09/06/2018  | PP    | Cristóbal Montoro          |
|                                                                                  | María José Gualda Romero       | 09/06/2018 | En fonction | PSOE  | María Jesús Montero        |
| Titres successifs : - Depuis 2011 : secrétariat d'État au Budget et aux Dépenses |                                |            |             |       |                            |